# Walter Eberhardt
Walter Eberhardt (* 11. August 1895 in Klotzsche; † 11. März 1981 in Neuendettelsau) war ein deutscher Klassischer Philologe.

## Leben
Walter Eberhardt studierte von 1914 bis 1922 (mit Unterbrechung während des Ersten Weltkriegs) Klassische Philologie. Nach Staatsexamen (1922) und Promotion (1923) in Leipzig arbeitete er als Studienrat an der Dresdner Kreuzschule und ab dem 1. April 1934 als Studiendirektor am Dresdner König-Georg-Gymnasium.
Eberhardt, der zum 1. Mai 1932 der NSDAP beitrat (Mitgliedsnummer 1.131.223), vertrat ab 1935 den Lehrstuhl des emeritierten Hermann Schöne an der Universität Münster. Gegen den erklärten Willen der Philosophischen Fakultät wurde er am 26. Mai 1937 zum Lehrstuhlinhaber und Mitleiter der Abteilung für Klassische Philologie im Institut für Altertumskunde ernannt. Obwohl diese Ernennung von Parteistellen betrieben wurde, hielt Eberhardt seine folgende Lehre und wissenschaftliche Arbeit von nationalsozialistischem Gedankengut frei (vgl. den aus einem öffentlichen Vortrag hervorgegangenen Beitrag Die griechische Tragödie und der Staat). Während des Zweiten Weltkriegs vertrat er zeitweise seinen Kollegen Franz Beckmann, der zum Militärdienst eingezogen wurde.
Am 11. Dezember 1945 wurde Eberhardt auf Anordnung der britischen Militärregierung als Hochschullehrer entlassen. Bei der am 27. August 1947 abgeschlossenen Entnazifizierung wurde er als „entlastet“ eingestuft. Die Wiedereinstellung und auch die gewünschte Emeritierung lehnte die Fakultät ab. Stattdessen pensionierte ihn die Universitätsleitung zum 30. Juni 1948. Daneben arbeitete Eberhardt für einige Jahre als Fachreferent an der Universitätsbibliothek in Münster. Seinen Lebensabend verbrachte er zurückgezogen in Pfaffendorf bei Bamberg und in Neuendettelsau.
Sein Nachlass befindet sich im Universitätsarchiv der Westfälischen Wilhelms-Universität Münster, Kopien von Briefen Friedrich Klingners an Walter Eberhardt in der Bayerischen Staatsbibliothek München.

## Schriften
- De iteratis apud Platonem. Dissertation. Leipzig 1923.
- Die Antike und wir. In: Nationalsozialistische Monatshefte. Band 6, 1935, S. 115–127. Wurde nach Ende des Zweiten Weltkrieges in der Sowjetischen Besatzungszone auf die Liste der auszusondernden Literatur gesetzt.[2]
- Die griechische Tragödie und der Staat. In: Die Antike. Band 20, Ausgabe 2, 1944, S. 87–114.
- Die Geschichtsdeutung des Thukydides. In: Gymnasium. Band 61, 1954, S. 306–326
- Der Melierdialog und die Inschriften ATL Ag (IGI² 63+ und IGI² 97+). Betrachtungen zur historischen Glaubwürdigkeit des Thukydides. In: Historia. Band 8, 1959, S. 284–314.